# Зафиракис Теодосиу
Зафиракис Теодосиу Логотетис (на гръцки: Ζαφειράκης Θεοδοσίου Λογοθέτης) е гръцки революционер, герой от Гръцката война за независимост.

## Биография
Зафиракис е роден в южномакедонския град Негуш (Науса) в 1772 година във влиятелно богато семейство. Учи в Янина, управлявана в това време от независимия феодал Али паша. Али паша го взима под свое покровителство.
В 1804 година, когато Али паша обсажда Негуш, жителите на града изпращат при него делегация начело със Зафиракис Теодосиу и Али паша го назначава за управител на Негуш от негово име. Скоро Зафиракис, който се опитва да лавира между Янина и османския солунски валия, влиза в конфликт с Али паша и е принуден да напусне Негуш и през Солун и Атон да стигне до Цариград. Живее 12 години в столицата и накрая успява да се сдобие с ферман от султан Махмуд II, назначаващ го за управник на Негуш. Междувременно градът къса изцяло с Али паша в 1812 година.
В Негуш като управител Зафиракис Теодосиу полага усилия за подпомагане на местната манифактура, за строежи на църкви, училища и пътища. Противоположната партия, начело с Диамандис Драгатас, го обвинява в прахосничество и арогантно поведение, поради личната гвардия от 100 души, 60 от които са платени от градския бюджет.
Около 1820 година е привлечен във Филики Етерия от Димитриос Ипатрос от Мецово, който го запознава с плановете на Александрос Ипсилантис за сътрудничество с Али паша. Ипатрос е арестуван в Негуш от османските власти, най-вероятно предаден от самия Зафиракис, който не желае никакво сътрудничество с Али паша. Документите, открити от Ипатрос и дешифрирани от бившия етерист Асимакис Теодору, разкриват много от гръцките революционни планове.
Зафиракис Теодосиу се сближава с хайдутите Ангел Гацо и Анастасиос Каратасос. Бунтовният дух на негушани кара Зафиракис да изгони Мамантис Драгатас в Солун и да организира Негушкото въстание, избухнало на 19 февруари 1922 година. След триседмична обсада на града от 27 март до 18 април, 18000 експедиционен корпус на Абдул Абуд паша нахлува в Негуш. Зафиракис заедно със сина си Филипос, синовете на Каратасос и 500 жени и деца се укрепяват в кулата на Зафиракис, където издържат още три дни обсада. На 21 април успешно пробиват обсадата като взривяват кулата зад гърба си, но са обградени в гора край Кавасила и Зафиракис Теодосиу и Янис Каратасос загиват, а главите им са отрязани и разнасяни за назидание.